# Авијатичарско насеље
Авијатичарско насеље је градска четврт Новог Сада.

## Положај и делови насеља
Насеље се налази на улазу у град из правца Руменке и Бачког Петровца. Лоцирано је покрај Детелинаре, на прометном Руменачком путу. Састоји се из два дела (исток и запад). Источна страна се налази поред Руменачког пута (и део је месне заједнице "Раднички"), док се западна страна налази поред Булевара Европе (и део је месне заједнице "Југовићево").
Авијатичарско насеље се налази имећу Руменачког пута (на североистоку), Булевара Европе (на западу) и улице Облачића Рада (на југоистоку). Насеље чини око двадесетак улица.

## Суседна насеља
Суседно насеље и делови града, који окружују Авијатичарско насеље, јеДетелинара (на југоистоку).

## Популација
Данас овај део града насељава 9.610 становника, а у оквиру све три месне заједнице Детелинаре са Старом и Новом Детелинаром и Авијатичарским насељем има око 35.000 становника.

## Историја
Градња Авијатичарског насеља почела је 1948. године, да би насеље било потпуније играђено 70-их година 20. века, као мешовита градња (на Руменачком путу је заступњена колективна градња, док у унутрашњости насеља преовлађује породично становање).
Названо је тако према Авијатичарском путу, који је водио на аеродром. Назив подсећа и на авијатичаре, који су били стационирани на Југовићеву у међуратном периоду.
Три нове улице украшене травњацима, цвећем и дрворедима настале су када су подигнуте породичне куће где су први становници били књижевници Мирослав Антић и Ференс Деак, који су 1977. предложили надлежној градској комисији да улице добијају имена уметника, некадашњих Новосађана. Током година у насеље су се досељавали и други ствараоци из позоришног, музичког и литератрног света, па је оно извесно време имало имиџ уметничког станишта.

## Спорт
У близини насеља се налази ФК Нови Сад, који игра у Првој српског лиги.

## Саобраћај
Насеље је повезано са другим деловима града градским аутобусима број: 5, 41, 42 и 43.